# Saidali Iuldachev
Saidali Iuldachev (usbekisch Saidali Yo‘ldoshev, russisch Саидали Арипович Юлдашев; * 31. Januar 1968 in Taschkent) ist ein usbekischer Schachspieler.
Die usbekische Einzelmeisterschaft konnte er zweimal gewinnen: 1993 und 2003. Er spielte für Usbekistan bei neun Schacholympiaden: 1992, 1996 bis 2008 und 2018. Außerdem nahm er zweimal an der Mannschaftsweltmeisterschaft (1993 und 2001) und an den asiatischen Mannschaftsmeisterschaften (1993 bis 2003, 2008) teil.
Im Jahre 1995 wurde ihm der Titel Internationaler Meister (IM) verliehen. Der Großmeister-Titel (GM) wurde ihm 1996 verliehen. Seit 2016 trägt er den Titel eines FIDE-Trainers.
Iuldachev ist verheiratet, hat zwei Söhne und eine Tochter.
| Hier fehlt eine Grafik, die leider im Moment aus technischen Gründen nicht angezeigt werden kann. Wir arbeiten daran! |